# FGC UES
Pour les articles homonymes, voir FGC.
FGC UES (en anglais : Federal Grid Company of Unified Energy System, en russe : Федера́льная сетева́я компа́ния) est une entreprise russe faisant partie de l'indice de la bourse de Moscou. FGC UES est le principal transporteur d'électricité du pays.